# Sonja Gaudet
Pour les articles homonymes, voir Gaudet.
Sonja Gaudet est une curleuse canadienne née le 22 juillet 1966 à North Vancouver, au Canada.

## Biographie
Sonja Gaudet est médaillée d'or aux Jeux paralympiques d'hiver de 2006, aux Jeux paralympiques d'hiver de 2010 et aux Jeux paralympiques d'hiver de 2014 ainsi qu'aux Mondiaux de 2009, de 2011 et de 2013.